# 廖行超
廖行超（1895年2月12日—1972年），字品卓。雲南省華寧縣廖家營村人。民國38年（1949年）在雲南省第一選區遞補當選第一屆立法委員。

## 生平[2][3][4]
- 昆明初級師範學校、雲南陸軍講武堂（丁班）第四期步兵科畢業，投效滇軍部隊服務，步兵二團任少尉候差、第一梯團朱德支隊中尉排長、第四旅七團二營營附
- 歸國後任職於駐粵滇軍，1916年起任護國軍第一軍第一梯團第一支隊排長、連長，隨部入川參加援川戰事，曾在老鴉灘戰鬥中負傷，升任滇軍步兵營營長。1917年任靖國聯軍第一軍第四混成旅司令部參謀，隨部在四川沱江戰役再度負傷。1919年任靖國聯軍總司令部中校參謀主任，1921年隨軍返回雲南，任滇軍第二師第四旅第七團第一營營長，1922年任北伐討賊軍第四旅第一團團長，隨部入粵參加攻陳炯明
- 廣州大元帥府中央直轄滇軍第一軍第二師第四旅旅長、中央直轄滇軍第二師師長兼第三旅旅長
- 1923年12月派為廣州大元帥府大本營高級參謀，1924年1月8日，任廣東革命政府禁菸督辦署幫辦
- 1925年8月駐粵滇軍編為國民革命軍第三軍，曾任第三軍軍官學校教育長。1926年該校撤銷後，赴越南寓居，後到日本考察，繼赴法國里昂大學學習。1933年回國，任國民革命軍討逆軍第十路軍總指揮部參謀長，圍剿軍第二路軍總指揮部參謀長兼總參議。1936年4月1日敘任陸軍少將。1936年4月2日敘任陸軍中將。任滇黔綏靖主任公署參謀長[5]，後任總參議。抗日戰爭爆發後，奉命訓練新編部隊，任滇黔綏靖主任公署團務督練處處長
- 抗日戰爭勝利後，任軍事委員會昆明行營高級參謀，1945年10月獲頒忠勤勳章，1946年5月獲頒勝利勳章
- 1945年2月，退役
- 1949年，安恩溥辭立法委員任雲南省民政廳廳長，由其遞補雲南省第一區立法委員；1966年7月，註銷立法委員名籍[6]
- 後參加雲南各界擁政會常務幹事，1952年土地改革時，被龍院村農會評為中農，被選為雲南昆明制革廠代表、常務董事，入制革廠工作，1953年，參加昆明市盤龍區學委會學習，1955年，被列為國民黨骨幹，拘留審查三個月，昆明市法院判處管制兩年。翌年撤消原判，免予處分，回雲南制革廠看門，1957年，列席雲南省政協第三屆全體委員會擴大會議，出席工商聯代表會議，1958年-1960年，在制革廠任採購員，產品質量核算員，1963年退休，1969年被昆明市華山南路居委會遣散保山縣瓦房公社上永和大隊勞動，1970年春返回昆明居住，1971年10月因膀胱癌逝世